# 가정폭력
가정폭력(家庭暴力, 영어: domestic violence (DV), domestic abuse, spousal abuse, intimate partner violence, battering, family violence)은 부모, 배우자, 자식, 형제자매, 친척, 사실혼 관계에 있는 사람 등을 대상으로 행해지는 폭력과 가족 구성원이나 근친자에게 행하는 폭력적인 행위 또는 폭력에 의해 지배하는 행위 전반을 일컫는다.

## 특징
언론은 가정폭력에 대해 선정적으로 다루고 왜곡되고 잘못된 표현을 사용하는 경향이 있는데, 이는 가정폭력 문제의 심각성을 배제시키고, 그 성격을 사소한 부부싸움으로 만들어 가정폭력 문제를 개인 간의 문제로 축소시키는 효과를 가져온다. 가정폭력에 대한 우리 사회의 인식을 환기시키고 변화시키는 데 언론이 한 부분을 담당해야 한다. 가정문제는 길거리에서 일어나는 묻지마범죄와는 다르게 장기간의 가족 간 갈등이 원인이 되는 경우가 많다. 따라서 단순히 가해자/피해자의 관계로 양분할 수 없음을 인식하고 갈등의 근본적 원인을 파악할 필요가 있다. 

## 종류
- 신체적 학대
주먹으로 얼굴 또는 머리를 치거나 발로 참, 밀침, 머리를 잡아당김, 짓누름, 목을 조름, 물건을 이용한 폭행, 물건을 부숨, 끓는 물이나 찬 물 뿌림, 담뱃불 들이댐, 침을 뱉음, 방에 가둠, 다쳤는데도 병원에 보내지 않음, 그 밖의 일방적인 폭력 행위, 상한 음식을 먹도록 강요하기, 음식에 소량의 독극물 넣기, 표백제가 잔뜩 묻은 속옷을 입게 하여 피부병 일으키기,

- 언어적 학대
욕설, 폄훼하는 발언, 비방하고 다니는 행위, 허위사실을 유포하는 행위, 협박하는 행위[2]

- 정신적 학대
무시함, 일거수일투족 감시, 애완동물을 학대하는 등 스트레스가 되는 행위를 되풀이함

- 성적 학대
성교의 강요, 피임을 하지 않음, 특별한 행위를 강요함, 이상한 질투를 함, 강간, 낙태 찬성자들은 낙태를 시키지 않는 것도 이에 포함된다고 함[3][4]
  - 대한민국에서는 2011년 11월에 '부부강간죄'를 인정한 세 번째 판결이 있었다.[5]

- 경제적 학대
직업을 갖지 못하게 함, 생활비를 주지 않음, 지출한 내용을 세세하게 기록함, 집안의 돈을 동의없이 가지고 나감, 무계획한 빚을 되풀이해서 냄

- 사회적 격리
가족이나 친구들로부터 격리시킴, 외부인이나 친척 등에게 가족구성원에 대한 험담을 함, 전화나 편지의 발신자 및 내용을 집요하게 캐물음, 외출을 방해함
- 의도적 불성실 잠을 잘 수 없도록 한밤에 소란 일으키기, 거짓말하여 심각한 착오 일으키기(경제적, 사회적 손실 야기)

## 피해자 정당방위
대한민국에서는 상습적으로 가정폭력에 시달리다 남편을 살해한 여성에 대해 법원이 2005년에 처음으로 <외상 후 스트레스 장애>로 인한 심신미약을 인정했다. 하지만 청주교도소에 수감 중인 남편을 살해한 아내들의 30% 정도가 무기징역을 선고받았다. 정당방위를 인정하지 않는 것은 남편 살인이 대부분 피해자가 쉬고 있는 중이거나 자고 있을 때 일어나기 때문이다. '그래도 어떻게 사람을 죽이냐', '경찰에 도움을 청해보지', '차라리 이혼을 하지' 등 다른 방법이 있었을 텐데 어떻게 사람을 죽이냐는 것이 정당방위를 인정하지 않는 측의 논리이다.
2019년 여성가족부 가정폭력 실태조사 통계 에 따르면 지난 1년간 배우자에 의한 가정폭력 전체비율 8.3%, 여성 배우자에 의한 남성 배우자 피해는 6.3%, 남성 배우자에 의한 여성 배우자의 피해는 10.3%로 집계되었다. 조사 전체대상수는 9060명으로 남성이 3058명, 여성이 6002명이다. 여성 조사 숫자가 남성에 무려 2배에 달한다. 그럼에도 가정폭력 비율이 남성 피해자가 결코 적지 않은 점을 주목해야 한다.  위 자료는 여성가족부에 의해서 여성이 주된 피해자라는 식의 통계자료임에도(구글링 자료) 남성 피해자의 숫자가 적지 않다는 점으로 미루어보아 수면 위로 드러나지 않은 실제 남성 피해자 수는 이보다 더 높을 것으로 추측할 수 있다.
2012년 4월 27일, 한국여성의전화 교육조직팀 소속의 김홍미리는 대한민국 법원의 문제점을 지적하였는데, "한국여성의전화는 지속적으로 아내들의 남편 살해는 생존을 위한 정당방위라 주장해왔지만 재판부는 정당방위는커녕 '계획적 살인'이라며 가중처벌해 왔다(아내를 폭행하다 살해한 남편의 '죽일 생각은 없었다'는 주장이 재판부에 적극 수용되어 감형되는 것과는 상반된다). 정당방위가 성립하려면 지금 당장 상대를 죽이지 않고서는 내가 죽을 것 같은 상당한 정도의 위협이 존재해야 한다는 것이다. 1990년 캐나다 대법원의 판결은 '제3자의 관점에서는 남편의 공격이 임박한 것이 아니라고 할지라도, 폭력 피해 여성의 입장에서는 자신이 죽음 또는 심각한 신체 상해에 직면해 있다는 인식이 보다 합리적일 수 있음'을 인정했다. 아내들의 남편 살해는 구조의 가능성이 없는 상황에서 아내들이 선택한 마지막 자기방어였다. 한국 법원은 이들에게 경찰에 신고하지 그랬느냐, 주변에 도움을 요청하지 그랬느냐, 꼭 죽여야만 했느냐고 묻는다. 유일한 대안이었냐는 뒤늦은 물음이다. 이 물음의 대답은 독일 재판부의 말로 대신할 수 있겠다. '타인이나 국가 기관의 긴급구조는 정당방위 상황에서 곧바로 활용 가능한 것이어야지, 그렇지 않은 경우까지 이웃이나 경찰 등의 일반적인 구조 가능성을 이유로 정당방위 성립을 부인할 수는 없다.' 피해 아내들의 남편 살해가 끊이지 않는 이유를 통찰하고 가정폭력 피해자의 합리성을 기준으로 하는 정당방위 판결을 내려야 할 때다"라고 설명하였다.
전문가들은 가부장사회에서 학대받은 여성이 범죄 신고를 통해 국가의 도움을 받을 수 있다고 여기는 것은 비현실적이라고 지적했는데, 양현아 서울대학교 법학전문대학원 교수는 한국여성의전화 주최로 2012년 5월 16일에 국가인권위원회 배움터에서 열린 <여성폭력 피해자의 사법정의 실현을 위한 토론회>에서 "가정폭력에 대한 사법절차, 시민의식이 작동하지 않는 상황에서 일어난 가해자 공격은 높은 수준으로 방어권을 보호해줘야 한다. 정당방위냐, 살인이냐의 이분법으로 보면 안 된다. 이들은 가정폭력 피해를 당하지 않은 사람의 감각과는 다른 '피해자 감각'을 갖고 있다. 피학대여성증후군이란 병적 증세에 국한시킬 것이 아니라 생존의 의지와 트라우마의 결합이란 관점에서 접근해야 한다"라고 말했다. 고미경 한국여성의전화 가정폭력상담소장은 "한 공간에 있는 가해 남성이 주는 위협은 늘 상존한다. 방어와 공포에 의한 반격행위는 정당하다. 피해 여성의 가정폭력을 수십 년간 방치한 국가를 상대로 손해배상청구소송을 검토할 필요가 있다. 또 신고를 받고도 제대로 처리하지 않은 경찰 시스템의 문제점을 밝혀내야 한다. 가정폭력전담수사부와 법률조력인제도를 도입하고, 전문심리위원제도를 명문화해야 한다"라고 말했다. 전문가들은 오랜 기간 학대를 받은 여성은 뇌에서 기능장애가 일어난다고 설명했는데, 이수정 경기대학교 범죄심리학과 교수는 "남편이 폭행을 가할 때 쓰던 가위나 혁대를 보여주면 두뇌 활성화 정도가 폭력 피해가 없는 사람과 다르게 나타난다. MRI 사진이 증거로 채택되는 것도 이 때문이다. 미국에서는 가정폭력 피해 여성의 위험 정도를 판단하는 전문 평가 도구들이 개발되어 재판 과정에서 활용되고 있다. 국내에서도 법정심리 분야에서 특화된 평가도구에 대한 수련 과정이 꼭 필요하다"라고 말했다.

## 아시아 상황
한국여성정책연구원에 따르면 가정폭력 피해자는 2009년 기준 368만 명이며 생명에 위협을 받는 여성은 50만 명에 달하는 것으로 조사되었다.
2011년 5월, 중국, 대한민국, 베트남, 필리핀, 독일, 이탈리아, 프랑스, 그리스에서의 가정폭력은 영국, 오스트리아, 영국, 일본보다 8배 이상 많은 것으로 나타났다. 가정폭력을 부부싸움의 연장선으로 가볍게 여기거나 배우자를 소유물로 생각하는 경우가 많기 때문이다. 가정폭력 피해자의 절반 가까이가 10년 넘게 가정폭력에 시달렸다고 호소했다. 하지만 이 가운데 7.9%만 별거나 이혼을 택했을 뿐 대부분은 그저 참고 사는 것으로 나타났다. 가정폭력 피해자인 데에는 그만한 이유가 있을 것이란 사회적 편견이 신고를 막는 걸림돌로 작용했다.
2010년에 여성가족부가 전국 3800여 가구를 상대로 조사한 '전국 가정폭력 실태' 결과에 따르면, 부부폭력률은 53.8%에 달하지만 이 중에서 경찰에 도움을 요청한 경우는 8.3%에 불과했는데, 경찰 신고 후 경찰의 조치 내용을 보면 '출동은 했으나 집안일이니 서로 잘 해결하라며 돌아감(50.5%)', '집안일이니 둘이서 잘 해결하라며 출동하지 않음(17.7%)' 등으로 나타나 68.2%가 별다른 조치를 받지 못한 것으로 나타났다. 이 조사에 따르면, 부부폭력 피해를 경험한 여성의 62.7%는 외부에 도움을 요청하지 않았는데, 폭력 피해자들이 경찰에 신고하지 않은 이유로는 '폭력이 심각하지 않다고 생각해서(29.1%)', '집안일이 알려지는 것이 창피해서(26.1%)', '배우자를 신고할 수 없어서(14.1%)', '자녀 때문에(10.9%)' 등의 순이었다.
2012년 4월 27일, 여성가족부는 '가정폭력 방지 및 피해자 보호 등에 관한 법률'이 개정되어 가해자가 문을 열어주지 않아도 경찰이 상황을 판단해 현장에 들어가 조사한 후 적절한 대처를 할 수 있게 되었다는 내용의 보도자료를 내었다. 이 개정안에 따르면 가정폭력 사건 신고를 받고 현장에 출동한 경찰은 사건 현장에 출입하여 피해자의 안전을 확보하고 폭력 피해 상태 등을 조사하여 보다 적극적으로 응급조치를 취할 수 있게 되었는데, 2011년 12월 30일에 국회를 통과한 이 법은 2012년 5월 2일부터 시행된다. 여성가족부는 "경찰의 현장출입·조사권은 지난해 10월에 도입된 경찰의 긴급임시조치권과 법원의 피해자보호명령제와 함께 가정폭력에 대한 경찰의 개입이 한층 강화돼 피해자의 인권을 확보하고 사건 초기 피해자를 보호하는 데 크게 기여할 것이다"라고 말했다.

### 인식으로 인한 피해
대한민국에는 '부부 싸움은 칼로 물베기'라는 잘못된 인식이 있어 가정폭력에 대한 대처가 미흡했다. 가정폭력을 단순히 '집안일' 쯤으로 여기는 사회 풍토도 문제라는 목소리도 있다. 피해자도 가정폭력을 '사적인 부부 싸움'으로 치부해 버리고 넘기는 경우가 많았다.
가정폭력범은 학력이나 직업 등에 상관없이 폭력 행위를 저지르는 것으로 나타났다. 가정폭력에 시달리는 사람들은 공통적으로 "사회에서는 능력을 인정받고 도덕적으로도 문제 없어 보이는 사람이 집에서는 흉기,몽둥이,신체등으로 폭력을 휘두르거나 물건을 던지거나 욕하는 이중성격을 보여준다. 의사나 교수 등 사회적 지위가 있는곳에 속하는 남편들로부터 폭력을 당하는 아내들도 "가정폭력 사실이 외부로 알려질까봐 두려워 이러지도 저러지도 못한 채 산다"라고 말했다.
경찰 또한 가정폭력을 '민사의 문제'로 취급하여 개입에 소극적인 경우가 많았다. 하지만 가정폭력이 중요한 사회문제로 부각되면서 가정폭력이 사회적 '범죄 행위'라는 인식이 퍼졌고 이로 인해 가정폭력과 관련한 법이 개정되고 공권력의 개입도 점점 적극성을 띠게 되었다.
가정폭력도 '폭력'이라는 생각이 경찰 내에서도 확고히 자리잡지 못해 2012년 4월에 경찰이 피해자의 신고를 받고도 '부부싸움' 운운하며 안일하게 대처하여 그 피해자가 납치범으로부터 납치범의 집에서 살해되는 사건이 발생했고, 이 사건을 계기로 경찰에 대한 '인권 의식 교육'이 강화되어야 하고 여성폭력에 대한 경찰 인식의 근본적 변화를 위해 경찰 구성원들의 감수성 정비가 우선되어야 한다는 목소리가 커졌다.
2012년 9월 16일, 가정폭력과 관련하여 신고가 접수되어도 사법처리가 약하게 이뤄지기 때문에 가해자의 태도에 변화가 없고 오히려 보복심리 때문에 가정폭력이 더 심해진다는 조사 결과가 나왔다. 가해자의 폭력행동 변화에 대한 질문에 '폭력이 이전보다 늘었다'는 대답은 33%, '달라진 것이 없다'는 대답은 27%, '신체적 폭력은 줄었지만 언어적·정서적 폭력이 늘었다'는 대답은 22%로 나타났고, '가정폭력이 줄었다'는 대답은 18%에 불과해 가정폭력 후속 처리에 대해 논의할 시점이라는 주장이 제기되었다.
한국여성의전화 김홍미리 활동가는 "가부장적 문화가 강하다 보니, '여자는 남자에게 복종해야 한다'라는 생각이 강한 남자일수록 쉽게 가정폭력을 일으킨다. 스트레스를 받은 상황에서 집에서 가장 만만한 사람에게 욕을 하거나 구타, 살인을 저지르는 등 분노를 표출하게 된다. 체면을 중시하는 분위기 탓에 외부에 폭력 사실을 알리기 꺼려하는 여성들이 많다. 피해자는, 부끄러운 일이 아니고 가정폭력도 반드시 처벌을 받아야 할 사회적 '범죄'라는 인식을 갖고 적극적으로 상담하고 경찰에 도움을 요청해야 한다"라고 말했다. 한양대학교 정신과 교수 남정현은 "(남편들이) 논쟁을 하다 화내는 게 아니고 스트레스가 조금씩 쌓였을 때 가정에 와서 폭력으로써 터뜨리는 거다. 그렇기 때문에 이분들은 주기적으로 폭력을 일으키는 거다"라고 말했다.

### 아동에 대한 영향
아동 학대도 가정폭력의 일종이며 가정폭력의 현장에는 아이들이 있는 경우가 있는데, 아이들에게 폭력을 보여주는 것도 가정폭력 피해자와 목격자인 아이 양쪽에 대한 학대이다. 아이들이 있는 가정에서 폭력 행위가 발생하는 경우에 약 70%의 가정에서 학대를 받는 어머니를 아이들이 목격하고, 그 중 30%의 아이들이 실제로 아버지 등으로부터 폭력 행위를 당하고 있다는 보고가 있었다.
2010년 11월 24일, 한국가정법률상담소는 <성인지(性認知)적 관점에서 본 아동ㆍ청소년의 폭력문제와 정책>이라는 주제로 세미나를 열었고 가정폭력에 노출된 아이들은 결국 학교 폭력의 가해자가 된다는 연구 결과를 발표했다. 가정에서 형성된 폭력에 대한 인식이 사회 생활에도 그대로 적용된다는 결과였다.
한국가정법률상담소에 따르면 2010년 7월 전국 초ㆍ중ㆍ고교생 998명을 대상으로 <폭력예방교육 실태 및 폭력에 대한 인식>을 조사한 결과, 응답자의 51%가 부모의 폭력을 목격했으며, 68%는 부모로부터 학대를 받은 경험이 있다고 답했다. 또 둘 중에 하나라도 경험한 사람은 전체 응답자의 76.6%였다. 즉 가정 내에서 한 가지 이상 폭력에 복합적으로 노출될 가능성이 크다는 것이었다. 특히 가정 내 폭력에 노출된 학생들이 교내 폭력에 가담할 가능성이 큰 것으로 조사됐다. 부모의 폭력을 목격한 학생들 중 학교 폭력 가해자는 응답자의 64%로, 피해자(54.8%)보다 비율이 높았다. 아동학대 경험자들 중에도 학교 폭력 가해자가 62.9%로 피해자(54.2%)보다 많았다. 이처럼 가정에서 폭력을 경험한 학생들이 학교에서도 폭력을 경험하기 쉬운 것은 이들의 우울이나 불안, 공격성 수준이 가정 내 폭력을 겪지 않은 학생들보다 높기 때문이다. 한국가정법률상담소가 2점 척도로 우울 및 불안 정도를 조사한 결과, 가정 내 폭력을 경험한 학생들의 평균값은 1.5로, 경험하지 않은 집단(1.2840)과 유의미한 차이를 보였다. 공격성 역시 가정폭력 경험이 있는 학생은 1.36으로, 그렇지 않은 집단(1.1493)보다 높았다. 가정폭력이 있었더라도 타인과의 소통, 신뢰감 형성 등을 통해 우울이나 불안, 공격성 등이 줄어드는 것으로 조사됐다.
2011년 5월, 현대캐피탈은 "전문가들은 '문제는 성장기에 가정폭력을 목격한 아이들이 그렇지 않은 아이들에 비해 자라서 폭력 남편, 폭력 아빠가 될 가능성이 더 크다는 것이다. 현재의 가정뿐 아니라 미래의 가정까지 병들게 하는 가정폭력의 악순환을 끊기 위해서는 우리 사회가 가정폭력을 '범죄'로 규정하고 단호히 대응해야 한다'라고 지적했다"라고 알렸다.

## 방송
시사교양
- 실화탐사대
- 궁금한 이야기 Y
- 그것이 알고싶다
- PD수첩
- 추적60분

## 가정폭력의 영향
가정폭력이 대물림될 수 있고 인간관계도 지속하지 못하고 자존감, 자신감 하락으로 결혼, 연애, 출산도 포기할 수 있다.

## 관련 기사
- 나랑. 가정폭력 피해여성 자존감 회복이 우선. 일다. 2011년 11월 29일.
- 나랑. 정부정책, 피해자 지원의 '걸림돌' 되지 않기를. 일다. 2011년 11월 29일.
- 이민영. “부부간 강압적 성관계 요구도 이혼사유”. 서울신문. 2011년 12월 29일.
- 이현정. "여성은 아직도 사회적 약자랍니다". 매일경제. 2012년 3월 8일.
- 박길자. 가정폭력 극심… 흉기 사용 늘어 보관됨 2015-08-06 - 웨이백 머신. 여성신문. 2012년 4월 13일.

## 같이 보기
- 한국여성의전화
- 한국가정법률상담소
- 아동 학대(CA)